# عيسى بن سلمان آل خليفة
الشيخ عيسى بن سلمان آل خليفة (3 يونيو 1933 - 6 مارس 1999) أمير دولة البحرين السابق خلال الفترة 2 نوفمبر 1961 حتى وفاته في 6 مارس 1999، وهو الابن الأكبر للشيخ سلمان بن حمد آل خليفة حاكم البحرين الأسبق.

## عن حياته
ولد الشيخ عيسى في الجسرة بالبحرين في 10 صفر 1352 هجرية الموافق 3 يونيو 1933 ميلادية، تلقى الشيخ عيسى علومه الأولى على يد معلمين خصوصيين في منزل والده، والتحق بعد ذلك بمدارس البحرين يحث شارك البحرينيين في دور العلم، سافر بعد ذلك إلى أوروبا لتلقى المزيد من العلم وصقل معارفه، حيث كان من طلائع الشباب المثقف في البحرين، أجاد اللغة الإنكليزية بطلاقة إلى جانب اللغة العربية، رافق والده في كل تحركاته وأخذ عنه فنون الحكم والسياسة، كان والده يحثه على الاستزادة من الاطلاع على كتب التراث والمخطوطات التي تزخر بها مكتبة البيت، عرف عنه شغفه بالثقافة والآداب والفنون، كان يحرص على حضور المناسبات الدينية والثقافية والاجتماعية التي تنظمها المؤسسات المختلة أهتم بالشعر منذ نعومة أظفاره وله العديد من القصائد الشعرية خاصة الشعر النبطي. 
بدأ الشيخ عيسى بن سلمان آل خليفة بتولي المسؤولية وهو في العشرين من عمره حيث عين في عام 1953 في مجلس الوصاية في أثناء غياب والده لحضور احتفالات تتويج الملكة اليزابيث ملكة بريطانيا كما كان يمثل والده في الخارج في كثير من المناسبات حيث حضر حفل تتويج الملك فيصل الثاني ملك العراق عام 1954 وترأس المجلس البلدي لمدينة المنامة من عام 1956 وحتى 1961 حيث عمل خلال هذه السنوات الثلاث على تأمين التأييد الشعبي لهذا المجلس وذلك من خلال إنشائه لمنطقة التجارة الحرة في ميناء المنامة وتمكن من خلال ذلك إلى جانب خطوات أخرى اتخذها من تهيئة الأجواء لإجراء انتخابات حرة عام 1958.
أصبح الشيخ عيسى بن سلمان آل خليفة ولياً للعهد في 7 ذي الحجة 1376 هجرية الموافق 5 يوليو 1957 ميلادية حيث بدأت مرحلة جديدة من حياته اتسمت بالقدرة على تحمل المسؤولية بكفاءة واقتدار مع دخول البحرين مرحلة جديدة من تطوير مؤسساتها واستحداث مؤسسات ومرافق جديدة.
قام بعدها بزيارة برفقة والده الى المملكة العربية السعودية والتقيا مع الملك سعود بن عبد العزيز آل سعود عاهل المملكة العربية السعودية حيث أسفرت هذه الزيارة عن التوصل لمعاهدة بين البلدين لتخطيط الحدود البحرية كما قام بزيارة بريطانيا برفقة والده وذلك في 24 يونيو 1958 وتبعها بزيارة أخرى في 14 يوليو 1964 والتقى مع الملكة اليزابيث الثانية التي قلدته وساماً رفيعاً. 

## توليه مقاليد الحكم
تولى الشيخ عيسى بن سلمان آل خليفة مقاليد الحكم في دولة البحرين بعد وفاة والده يوم الخميس 22 جمادى الأولى 1381 هجرية الموافق 2 نوفمبر 1961 ميلادية. 
وقد تم تتويج الشيخ عيسى رسمياً في 16 ديسمبر 1961 في احتفال كبير بقصر القضيبية العامر وقد ألقى الشيخ عيسى خطاب العرش الذي قال فيه: 
أوضح الشيخ عيسى بن سلمان آل خليفة أن أسلوبه في الحكم مستمد من ثقة الشعب التي قال انها الدافع والمحفز للحاكم على تحمل أعباء المسؤولية والقيام بمتطلبات الواجب وقد جاء ذلك في الكلمة التي ألقاها في نهاية عام 1969 حيث خاطب شعب البحرين قائلاً: 
وبعد تسلم الشيخ عيسى بن سلمان آل خليفة مقاليد الأمور أعلن عن خططه لتنظيم أجهزة الدولة على الوجه الذي يليق بها وقد أشار الى ذلك في الكلمة نفسها حيث قال:
واكد على ضرورة التفاف الشعب حول قيادته ووقوفه صفاً واحداً للنهوض بدولته الفتية:
وأضاف الشيخ عيسى بن سلمان آل خليفة قائلا: 
ومن أهم الأحداث في عهد الشيخ عيسى بن سلمان آل خليفة حصول دولة البحرين على استقلالها وانطلاقتها لبناء نهضتها حيث صدر عن الشيخ عيسى بيان رسمي عن استقلال البحرين وذلك في 15 أغسطس 1971 وقد ألقى بيان الاستقلال الشيخ خليفة بن سلمان آل خليفة رئيس الوزراء من إذاعة البحرين ظهر ذلك اليوم حيث قال: "قررنا أن نعلن في هذا اليوم عزم حكومتنا على اتخاذ الخطوات التالية: 
- إنهاء جميع المعاهدات والاتفاقيات السياسية والعسكرية التي تنظم علاقات التحالف الخاصة بين حكومة البحرين والحكومة البريطانية وعليه فقد بوشر فعلاً في الانسحاب العسكري البريطاني من أراضي البحرين.
- إن البحرين الدولة العربية المستقلة هي صاحبة السيادة المطلقة على أراضيها وان لحكومتها دون غيرها حق تصريف شئونها الخارجية وتنظيم علاقاتها الدولية.
- التقدم فوراً بطلب انضمام دولة البحرين الى عضوية كل من الجامعة العربية وهيئة الأمم المتحدة.
- المطالبة من الدول العربية الشقيقة والدول الإسلامية الصديقة ومن دول العالم الأخرى الاعتراف بوضع كيان البحرين كدولة عربية مستقلة ذات سيادة".

وفي الذكرى الأولى لاستقلال دولة البحرين وجه الشيخ عيسى بن سلمان آل خليفة كلمة بهذه المناسبة قال فيها: 
وعمل الشيخ عيسى على نقل البحرين من القبلية الى الدولة العصرية الحديثة من خلال العمل الدؤوب على تطويرها في شتى المجالات وقد أصدر فور استقلال البحرين مرسوماً بتغيير لقب حاكم البحرين إلى أمير دولة البحرين وتم تشكيل حكومة يرأسها رئيس الوزراء الشيخ خليفة بن سلمان آل خليفة وأصدر توجيهاته الى مجلس الوزراء لاتخاذ الخطوات الضرورية لوضع مشروع دستور حديث متطور للبحرين وقد أكد الشيخ عيسى على ذلك في كلمته في العيد الوطني الأول حيث قال:
وفي 16 ديسمبر 1972 افتتح الشيخ عيسى بن سلمان آل خليفة المجلس التأسيسي المكلف بإعداد دستور البحرين ووجه كلمة الى أعضاء المجلس جاء فيها:
وتابع الشيخ عيسى موجهاً حديثه إلى أعضاء المجلس التأسيسي:
وواصل الشيخ عيسى بن سلمان آل خليفه خطواته لارساء أسس الحكم على نهج سليم واستكمال مؤسسات الدولة الديمقراطية الحديثة فافتتح في 16 ديسمبر 1973 الدورة الأولى للفصل التشريعي الأول للمجلس الوطني البحريني ووجه كلمة الى أعضاء المجلس تناول فيها سياسة الحكومة البحرينيه داخليا وخارجيا فقال:
وفي عام 1973 صدر أول دستور في تاريخ البحرين وبدأت المسيرة لتحول البحرين في سنوات قلائل إلى أحد المراكز المهمة في منطقة الخليج العربي إدراكا منها لأهمية موقعها الجغرافي.
وفي ديسمبر 1992 افتتح الشيخ عيسى بن سلمان آل خليفة مجلس الشورى البحريني ووجه كلمة في حفل الافتتاح أعرب فيها عن أمله في أن يكون هذا المجلس علامة بارزة وخطوة موفقة في مسيرة البحرين الوطنية الواحدة على درب التقدم والاستقرار والرخاء كما أعرب الشيخ عيسى عن الأمل في أن تسفر تجربة مجلس الشورى عن نتائج ايجابية مشجعة على الصعيد العام لتؤدي بدورها الى مزيد من التطوير في المستقبل وأضاف الشيخ عيسى:
وعمل الشيخ عيسى بن سلمان آل خليفة على تطوير تجربة مجلس الشورى في البحرين وقد أكد على ذلك في آخر خطاب له بمناسبة العيد الوطني السابع والعشرين في 16 ديسمبر 1998 فقال:

### الخطط التنموية
انطلقت دولة البحرين في عهد الشيخ عيسى بن سلمان آل خليفة لتحقق العديد من المنجزات التنموية فعمل الشيخ عيسى على تنويع اقتصاد البحرين لضمان مستقبل مزدهر لأبنائها فبالإضافة إلى المشروعات الصناعية العملاقة والمتمثلة في شركة المنيوم البحرين وشركة نفط البحرين والحوض الجاف شهدت دولة البحرين عشرات المشروعات الأخرى مثل مشروع الغاز المصاحب وصناعة البلاستيك ومواد البناء والبيوت الجاهزة وقد حرص الشيخ عيسى على أن يمتلك كل بحريني بيتاً خاصاً به حيث قامت الحكومة بتوزيع آلاف المساكن على البحرينيين وأقامت المدن المجهزة بجميع المستلزمات وأوصلت الخدمات الأساسية لها من ماء وكهرباء وشملت النهضة جميع المرافق ومختلف القطاعات كالتعليم والصحة والعدل والإسكان والأشغال والواصلات والإعلام وغيرها.
وقد سعى الشيخ عيسى الى جعل التعليم اداة لخدمة التنمية وعمل على فتح المزيد من المدارس وافتتح جامعة البحرين وزودها بكل ما تحتاج إليه من الوسائل العلمية والتقنية وفتح كذلك الباب واسعاً أمام البحرينيين ذكوراً وإناثا للسفر في بعثات للتزود بالعلوم من خارج البحرين وبجميع التخصصات مما جعل البحرين تزخر بالمؤهلات العلمية في جميع التخصصات وليس أدل على اهتمام الشيخ عيسى بالعلم والتعليم من الإحصائيات التي تشير الى مدى هذا التطور حيث بلغ عدد الطلاب عندما تولى الشيخ عيسى الحكم عام 1961 (15556) طالباً وعدد الطالبات (7760) طالبة يتلقون التعليم في 38 مدرسة للبنين و22 مدرسة للبنات وقد وصل العدد في عام 1991 الى ما يزيد على مائة ألف طالب وطالبة وارتفع عدد المدارس إلى 158 مدرسة. 
وفي اطار اهتمامه بالعلم وحرصه على تسلح أبناء البحرين والخليج بالمعرفة شارك الشيخ عيسى بن سلمان آل خليفة في حفل تخريج الدفعة الأولى من جامعة الخليج العربي في المنامة وألقى كلمة بهذه المناسبة قال فيها:
وأهتم الشيخ عيسى في بناء الأجسام مثلما اهتم في بناء العقول فوجه اهتمامه الى الشباب ووفر لهم كل السبل الكفيلة لممارسة الألعاب الرياضية وفي عهد الشيخ عيسى تم افتتاح أول استاد رياضي في منطقة المحرق وتلاه عدة ملاعب مجهزة حسب أحدث المواصفات ووصلت الحركة الرياضية البحرينية الى مراتب متقدمة على مستوى المنطقة والعالم.
وقد أولى الشيخ عيسى بن سلمان آل خليفة اهتماماً كبيراً بالمجال الصحي للبحرينيين وقدم الدعم الكامل لهذا المرفق من أجل تطوير الخدمات الصحية وتعميمها على مختلف مناطق البحرين ورفع مستواها حيث رصدت ميزانية كبيرة لدعم هذا القطاع لتقديم العلاج الطبي المجاني للبحرينيين وافتتحت في عهده العديد من المستشفيات والعيادات ومدارس التمريض واستقدمت نخبة من الأطباء الأخصائيين كما تم ابتعاث العديد من أبناء البحرين الى الخارج لدراسة الطب والتخصص في جميع فروعه.
وتبوأت دولة البحرين في عهد الشيخ عيسى مركزاً مالياً مرموقاً وتحولت إلى مركز مهم في القطاع المصرفي والمواصلات بين الشرق والغرب إذ بلغ عدد الوحدات المصرفية في البحرين ما يقرب الستين وحدة وأصبح فيها أكثر من عشرين مصرفاً تجارياً مما رفد القطاع الاقتصادي البحريني وساعد في الاستقرار السياسي الذي نعمت فيه البحرين فأصبحت من أكبر المراكز المالية في المنطقة.
وفي مجال الاعلام ارتقت وسائل الاعلام البحرينية في عهد الشيخ عيسى بن سلمان آل خليفة الى درجة متقدمة في تأدية خدماتها فبعد أن افتتح الشيخ عيسى الإذاعة كانت البحرين أول دولة في المنطقة في البث التلفزيوني الملون وقد وصل صوت البحرين الى كل دول العالم بعد انطلاق قناتها الفضائية ونشر صحفها على الشبكة العالمية (الانترنت).
وقد أولى الشيخ عيسى المرأة البحرينية جل اهتمامه باعتبارها نصف المجتمع ولا يجوز أن يبقى نصف المجتمع معطلاً وفتح أمامها كل ميادين التعليم والتحقت بالجامعات داخل البحرين وخارجها وشقت المرأة البحرينية طريقها في ميدان الحياة العامة وقامت بواجبها في جميع الميادين إلى جانب الرجل وتبوأت أعلى المناصب.
وقد حصلت دولة البحرين على المرتبة الأولى عربياً في مجال التنمية البشرية وعلى المركز الثالث والأربعين على المستوى العالمي وذلك في التقرير السنوي للتنمية البشرية لعام 1998 الصادر عن الأمم المتحدة وقد جرى احتفال بهذه المناسبة أقيم للمرة الأولى في عاصمة عربية هي المنامة عاصمة دولة البحرين في أكتوبر 1998 حضره رئيس الوزراء البحريني الشيخ خليفة بن سلمان آل خليفة والعديد من الوفود العربية والأجنبية وقد أكدت الأميرة بسمة بنت طلال شقيقة عاهل الأردن وقتذاك الملك حسين والسفيرة الفخرية للأمم المتحدة لشؤون التنمية البشرية في كلمة بهذه المناسبة ان حصول البحرين على هذا المركز المتقدم في الترتيب العالمي هو مفخرة لكل العرب، من جانبه أكد الأمين العام المساعد ممثل الأمين العام للأمم المتحدة ان اهتمام البحرين بقضايا التنمية الحيوية يؤكد الرؤية الحضارية لها كما ان حصول دولة البحرين على هذا المركز دلالة واضحة على مدى التطور والنهضة التي حققتها بقيادة الشيخ عيسى بن سلمان آل خليفة. 

### علاقات البحرين الخارجية
انتهج الشيخ عيسى بن سلمان آل خليفة سياسة خارجية واقعية وثابتة وواضحة المعالم أسهمت في تقوية صلات البحرين بأخواتها الدول الخليجية ودعم الصلات مع الدول العربية وقد دأبت دولة البحرين خلال سنوات حكمه على توثيق علاقاتها مع جميع دول العالم ومع المنظمات العربية والاقليمية والدولية وذلك من أجل تنمية وتعزيز الروابط والعلاقات بين البحرين ودول العالم، وفي هذا الاطار عملت الحكومة البحرينية بتوجيهات الشيخ عيسى على الانضمام لجامعة الدول العربية في 11 سبتمبر 1971 وانضمت الى الأمم المتحدة في 21 من الشهر نفسه كما انضمت الى منظمة المؤتمر الاسلامي في 29 يوليو 1972 وفي اطار سياستها المتوازنة انضمت دولة البحرين الى حركة عدم الانحياز وذلك في 2 أغسطس 1972. 
وقد أكد الشيخ عيسى بن سلمان آل خليفة ان علاقات البحرين مع الدول العربية الشقيقة مبنية على اعتبار ان البحرين جزء من الوطن العربي الكبير ولذلك تم انتهاج مبدأ التعاون مع الدول الشقيقة في كل ما تواجهه الأمة العربية بموقف واضح.
وأسهمت دولة البحرين مع دول الخليج العربي في قيام مجلس التعاون لدول الخليج العربية الذي أعلن عن إنشائه في أبو ظبي عاصمة دولة الإمارات العربية المتحدة في مايو 1981 حيث وقع الشيخ عيسى بن سلمان آل خليفة مع قادة دول المجلس على النظام الأساسي للمجلس الذي ضم إلى جانب دولة البحرين دولة الإمارات العربية المتحدة والمملكة العربية السعودية وسلطنة عمان ودولة قطر ودولة الكويت وقد أشاد الشيخ عيسى بخطوة قيام المجلس وذلك في كلمته بمناسبة العيد الوطني لدولة البحرين عام 1981 فقال:
وشارك الشيخ عيسى بن سلمان آل خليفة بجميع مؤتمرات القمة التي عقدها قادة دول مجلس التعاون الخليجي بفعالية وأسهم في النهوض بهذا المجلس بكل ما أوتي من قوة واستضافت دولة البحرين عدة اجتماعات القادة دول المجلس وكبار المسؤولين فيها خاصة القمة الثالثة لمجلس التعاون والتي تعد أول قمة تستضيفها البحرين في 9 نوفمبر 1982 كما استضافت البحرين في عهد الشيخ عيسى القمة الخليجية التاسعة التي عقدت في 19 ديسمبر 1988 وكذلك القمة الخليجية الخامسة عشرة في 19 ديسمبر 1994. 
وفي إطار توطيد العلاقات البحرينية مع دول الخليج العربي تم إنشاء جسر الملك فهد الذي ربط بين دولة البحرين والمملكة العربية السعودية حيث أزاح الشيخ عيسى الستار عن اللوحة التذكارية لهذا الجسر في احتفال كبير حضره الى جانبه خادم الحرمين الشريفين الملك فهد بن عبد العزيز آل سعود عاهل المملكة العربية السعودية وذلك في 11 نوفمبر 1982 وقد وصف الشيخ عيسى هذا الجسر بأنه إنجاز رائد وصل بين شعبين شقيقين برباط ينبي بالخير في تلاق رحب يعزز الحركة في بلوغ الطموحات ويتسع لمزيد من السعي لأبناء المنطقة فيما ينشدون من تكامل في اطار مجلس التعاون لدول الخليج العربية هذا الصرح الشامخ الذي أثمر الثقة بالمستقبل كمصدر خير لشعوبه في كل الميادين وكلبنة قوية في البناء العربي. 
وقد آزرت دولة البحرين بقيادة الشيخ عيسى الحقوق العربية ووقفت الى جانب الدول العربية في جميع قضاياهم، وأعرب الشيخ عيسى عن تضامن البحرين الكامل شعباً وحكومة مع الأمة العربية ووضع امكانات البحرين المادية والمعوية في خدمة قضية العرب الكبرى حتى يتم ايجاد حل لها وحتى يتم استعادة الحقوق العربية المغتصبة.
وفي إطار حرصها على الحقوق وايماناً منها بالروابط القومية والتاريخية ووحدة الصف والمصير المشترك ودعماً لجهود السلام في الشرق الأوسط فقد دعمت دولة البحرين حقوق الشعب الفلسطيني المشروعة في أرضه ووطنه كما أيدت مؤتمر مدريد للسلام في المنطقة والذي هدف لايجاد حل سلمي للصراع العربي الاسرائيلي واستعادة الحقوق الفلسطينية.
ومنذ اسقلال البحرين عام 1971 حرص الشيخ عيسى بن سلمان آل خليفة على تقوية علاقاتها وروابطها السياسية والاقتصادية مع الدول العربية وفي إطار ذلك قام الشيخ عيسى بالعديد من الزيارات الرسمية لمختلف الدول العربية كما استقبل الشيخ عيسى رؤساء الدول العربية وكبار المسؤولين فيها وكان الهدف من هذه الزيارات بشكل دائم توطيد العلاقات الثنائية والتباحث حول القضايا التي تهم الأمة العربية وتعمق التضامن العربي وقد أكد الشيخ عيسى في هذا الاطار أن سياسة البحرين تنطلق من مبدأ راسخ بأنها جزء من أمتها العربية ترتبط ارتباطاً عضوياً ومصيرياً بقضايا الوطن العربي وتعد سنداً حقيقياً لمطالبه العادلة ومن هذا المنطلق تضع التضامن العربي في مقدمة اهدافها وتعمل بغير حدود من أجل توثيق عرى التعاون مع الدول العربية. قال الشيخ عيسى في كلمة عام 1999: "إن البحرين تقف بعزم وايمان ومسئولية مع أمتها العربية فيما ينعقد عليه الاجماع العربي وتتوحد حوله الارادة العربية المشتركة لما فيه خير العرب أجمعين".
وتعزيزاً لعلاقات التعاون الاقتصادي والتجاري بين دولة البحرين والدول العربية ودعماً لمركز البحرين الاقتصادي والمالي وجذب الاستثمارات وقيام مشاريع مشتركة فقد تم إنشاء لجان مشتركة ثنائية مع العديد من الدول العربية وأبرمت كذلك العديد من الاتفاقيات الاقتصادية والتجارية والثقافية.
وعلى الصعيد الدولي فان دولة البحرين في ظل حكم الشيخ عيسى وايماناً منها بمبادئ ميثاق الأمم المتحدة قد انتهجت سياسة سلمية تؤمن بالتعايش بين جميع الأنظمة على أساس من الفهم المتبادل وحل الخلافات بالطرق السلمية.
وقد حصلت دولة البحرين في ظل قيادة الشيخ عيسى على تزكية المجموعة الآسيوية لترشيحها لشغل مقعد عضو غير دائم في مجلس الأمن الدولي للعامين 1998 و1999 كما تبنت هذا الترشيح جامعة الدول العربية ودول مجلس التعاون الخليجي.
كما شاركت دولة البحرين في مؤتمر حظر تطوير وانتاج وتخزين الأسلحة الكيماوية وتدميرها الذي عقد في باريس في يناير 1993 وذلك ايماناً من دولة البحرين بقيادة الشيخ عيسى بن سلمان آل خليفة بأن الأمن والسلم في العالم كل لا يتجزأ ومن اجل تحقيق الأمن والسلام في ربوع العالم أجمع. 

#### العلاقات البحرينية الإماراتية
تعد العلاقات الأخوية بين دولة الإمارات العربية المتحدة ودولة البحرين نموذجاً يحتذى في بناء العلاقات الراسخة القوية بين البلدان. هذه العلاقات التاريخية بين البلدين وضع أساسها ورسخها الشيخ زايد بن سلطان آل نهيان رئيس دولة الإمارات العربية المتحدة والشيخ عيسى بن سلمان آل خليفة.
فقد كان الشيخ عيسى بن سلمان آل خليفة من بين حكام الإمارات التسع في الخليج العربي الذين عقدوا الاجتماعات التمهيدية لاقامة اتحاد الامارات المتصالحة وشارك في الاجتماعات التي عقدت في إمارة دبي في 27 فبراير 1968 لبحث امكانية قيام اتحاد بين هذه الإمارات ولكن الأمر اقتصر فيما بعد على الإمارات السبع التي تشكل دولة الإمارات العربية المتحدة حالياً وأعلنت دولة البحرين ودولة قطر استقلالهما.
من جانبه قام الشيخ زايد بن سلطان آل نهيان بزيارات عدة لدولة البحرين منذ أن تسلم مقاليد السلطة حاكماً لامارة أبو ظبي قبل قيام الاتحاد وترجع أولى هذه الزيارات لعام 1967 حيث قام سموه بزيارة للمنامة أستمرت أربعة أيام في 14 اكتوبر والتقى مع الشيخ عيسى بن سلمان آل خليفة وبحث معه في سبل توطيد وتمتين العلاقات كما قام الشيخ زايد بجولة في منشآت النفط في البحرين والذي يعود اكتشافه لعام 1932 وقد تبعتها زيارات أخرى للشيخ زايد الى البحرين في 28 مايو 1970 وفي 22 اكتوبر 1970. 
وبعد إعلان قيام دولة الإمارات قدم الشيخ عيسى بن سلمان آل خليفة التهنئة لدولة الإمارات على إنجاز الاتحاد وجاء ذلك في كلمته التي ألقاها في العيد الوطني الأول لدولة البحرين عام 1971 حيث قال: "ولا يسعنا في هذا المجال إلا أن نهنى جاراتنا الإمارات العربية الشقيقة على النجاح الذي حققته في إقامة دولة الإمارات العربية المتحدة التي ستكون ولاشك اللبنة الأساسية التي سيقوم عليها صرح اتحاد أشمل في الخليج يضم كل الدول العربية في المنطقة". 
وفي 3 سبتمبر 1973 قام الشيخ زايد بن سلطان آل نهيان بزيارة جديدة لدولة البحرين والتقى مع الشيخ عيسى وعقد بينهما جلسة مباحثات تم خلالها استعراض العلاقات الثنائية بين البلدين وسبل تعزيز التنسيق بين دول الخليج العربي في شتى الميادين وخلال زيارته في 7 نوفمبر 1974 لدولة البحرين أدلى الشيخ زايد بتصريح لدى وصوله للمنامة أكد فيه بأن: "الوقت قد حان لكي تعمل دول الخليج العربي على تعزيز التعاون بينها في جميع المجالات السياسية والاقتصادية والثقافية". وقال: "ان دولة الامارات تعتبر هذا التعاون ضرورياً وحيوياً للمنطقة كما تعتبره مكملاً للتعاون الشامل مع الدول العربية الشقيقة والعمل بكل إخلاص لتحقيقه".
وفي 20 يونيو 1976 قام الشيخ عيسى بن سلمان آل خليفة بزيارة رسمية لدولة الإمارات استغرقت ثلاثة أيام التقى خلالها مع الشيخ زايد وأجريا مباحثات تناولت سبل تعزيز العلاقات الوطيدة بين دولة الإمارات ودولة البحرين، وقام الشيخ زايد باصطحاب ضيفه الشيخ عيسى في جولة بمدينة العين حيث افتتحا مصنعاً للإسمنت في المدينة وتفقدا المشروعات الإنمائية والعمرانية وقاما بعد ذلك بزيارة لمدينة دبي واطلعا على المعالم العمرانية والاقتصادية في الإمارة.
وتوالت الزيارات المتابدلة بين الشيخ زايد بن سلطان آل نهيان والشيخ عيسى بن سلمان آل خليفة وبين المسؤولين في البلدين وذلك في اطار تعزيز العلاقات الوثيقة بين البلدين وتنميتها لما فيه مصلحة الشعبين وخدمة للمصالح العربية والإسلامية.
وقد ساندت دولة البحرين بقيادة الشيخ عيسى حق الامارات في جزرها الثلاث التي تحتلها ايران ووقف الى جانب الحق الاماراتي في جميع المحافل الدولية وطالبت ايران بضرورة انهاء احتلالها للجزر الاماراتية الثلاث.
وقد شارك الشيخ عيسى في القمة الخليجية الثامنة عشرة التي عقدت في أبو ظبي بدولة الامارات العربية المتحدة الى جانب قادة دول المجلس وذلك في 7 ديسمبر 1998. 
وقد أجرى الشيخ زايد بن سلطان آل نهيان رئيس دولة الامارات العربية المتحدة مباحثات مع الشيخ عيسى على هامش القمة الخليجية كما أجرى الشيخ خليفة بن زايد آل نهيان ولي عهد أبو ظبي نائب القائد الأعلى للقوات المسلحة مباحثات مع الشيخ عيسى بن سلمان آل خليفة وذلك على هامش قمة مجلس التعاون في أبو ظبي وتناولت المباحثات القضايا الخليجية وسبل توطيد العلاقات الثنائية بين دولة الإمارات  العربية المتحدة ودولة البحرين.
وفي برقية بعث بها الشيخ عيسى لدى مغادرته أبو ظبي عقب مشاركته في القمة الخليجية أشاد بالجهود الصادقة والمخلصة التي بذلها الشيخ زايد أثناء انعقاد القمة وقال إنها أسهمت في التوصل إلى القرارات الصائبة التي صدرت عن القمة واكدت رغبتنا المشتركة في تعميق أواصر التنسيق والتعاون بيننا تحقيقاً لآمال وطموحات دولنا وشعوبنا. "إن ما شهدناه من مظاهر النهضة والتقدم والازدهار التي حققتها دولة الإمارات العربية المتحدة في عهدكم الميمون قد أثارت إعجابنا وهي مبعث اعتزاز دائم لنا وإذ نحمد الله على نجاح أعمال قمتنا فانا ندعوه جلت قدرته أن يديم على سموكم نعمة الصحة والسعادة وعلى دولة الإمارات العربية المتحدة ما تنعم به من تقدم وازدهار ورخاء وان يوفقنا للعمل لما فيه خير دولنا وشعوبنا وامتنا العربية والإسلامية". 
وفي كلمة للشيخ عيسى بمناسبة العيد الوطني السابع والعشرين لدولة البحرين في 16 ديسمبر 1998 وصف الشيخ عيسى قمة أبو ظبي بأنها كانت مناسبة طيبة للبحث والتداول فيما يخص دول وشعوب المجلس من قضايا سياسية واقتصادية وأمنية مشيدا في هذا الصدد بالجهود التي بذلها الشيخ زايد بن سلطان آل نهيان رئيس الدولة خلال ترؤسه للقمة. كما أشاد الشيخ عيسى بن سلمان آل خليفة بالنتائج الإيجابية لقمة أبو ظبي وقال أن قرارات القمة سوف تسهم في تحقيق الأهداف والمبادئ التي تأسس عليها مجلس التعاون لما فيه خير وازدهار ورخاء دوله وشعوبه والحفاظ على أمن واستقرار المنطقة.

## البحرين في عهده
شهدت البحرين في عهد الشيخ عيسى تطورات سياسية واقتصادية واجتماعية كثيرة وهي:

### إنشاء قوة دفاع البحرين
- في سنة 1968 تم إنشاء قوة دفاع البحرين (الجيش البحريني) وتولّى قيادتها ولي العهد آنذاك الشيخ حمد بن عيسى آل خليفة.

### استقلال البحرين
- حصلت البحرين على استقلالها من المملكة المتحدة في 15 أغسطس 1971، وأصدر الشيخ عيسى في نفس اليوم مرسوما بشأن التنظيم السياسي للبحرين حيث نصّ المرسوم على تغيير مسمى إمارة البحرين إلى دولة البحرين وتغيّر لقب حاكم البحرين إلى أمير دولة البحرين، وكما أصدر في نفس اليوم مرسوما بشأن إعادة التنظيم الإداري للبحرين حيث نصّ على تغيير مسمى مجلس الدولة إلى مجلس الوزراء ومسمى رئيس مجلس الدولة إلى رئيس مجلس الوزراء وأصبح الشيخ خليفة بن سلمان آل خليفة رئيسًا لمجلس للوزراء.
- في 11 سبتمبر 1971 انضمت البحرين إلى جامعة الدول العربية.
- في 21 سبتمبر 1971 انضمت البحرين للأمم المتحدة.

### الحياة البرلمانية
- في تاريخ 20 يوليو 1972 أصدر الشيخ عيسى مرسوماً بقانون بشأن إنشاء مجلس تأسيسي لصياغة الدستور يتكون من 22 عضو منتخب من الشعب وعدد لا يزيد عن 10 أعضاء يكون تعيينهم بمرسوم إضافة إلى الوزراء بحكم مناصبهم وأجريت إنتخابات المجلس في نفس العام وعقد المجلس اجتماعه الأول يوم السبت 16 ديسمبر 1972.
- في 6 ديسمبر 1973 أصدر الشيخ عيسى بن سلمان دستور البحرين بعد أن تم إقراره من المجلس التأسيسي.
- في 7 ديسمبر 1973 أجريت انتخابات المجلس الوطني وافتتح الشيخ عيسى دور الانعقاد الأول للمجلس بتاريخ 16 ديسمبر 1973.
- في 26 أغسطس 1975 أصدر الشيخ عيسى بن سلمان مرسوماً بحلّ المجلس الوطني بسبب خلافات بين المجلس والحكومة وكما أصدر الشيخ عيسى في نفس اليوم أمر أميري نصّ على تأجيل أنتخاب أعضاء المجلس الوطني ووقف العمل ببعض مواد الدستور وكما نصّ الأمر الأميري على تولّي الأمير ومجلس الوزراء السلطة التشريعية وتوقفت بعدها الحياة البرلمانية حتى عام 2002.
- في تاريخ 20 ديسمبر 1992 أصدر الشيخ عيسى أمر أميري بإنشاء مجلس الشورى يتكوّن من 30 عضو يعينهم الأمير بأمر أميري وفي تاريخ 27 ديسمبر 1992 أصدر الشيخ عيسى أمر أميري بتعيين أعضاء مجلس الشورى وأمر أميري بتعيين إبراهيم محمد حميدان رئيساً لمجلس الشورى وافتتح الشيخ عيسى دور الانعقاد الأول للمجلس بتاريخ 16 يناير 1993.

### إنشاء الحرس الوطني
- في 7 يناير 1997 أصدر الشيخ عيسى أمر أميري بإنشاء الحرس الوطني وعُيّن أبنه الشيخ محمد بن عيسى آل خليفة رئيساً للحرس الوطني.

### التنمية
- شهدت البحرين في عهد الشيخ عيسى بن سلمان تطوراً على مستوى التنمية حيث تم توسيع الطُرق وتم افتتاح العديد من المشاريع والأماكن مثل جامع أحمد الفاتح وبيت القرآن ومستشفى السلم انية وإنشاء مدينة عيسى ومدينة حمد وافتتاح جامعة البحر ين ، وجسر الملك فهد الذي يربط بين السعودية والبحرين ومتحف البحرين الوطني ومنتزه عذاري وافتتاح جسر الشيخ عيسى الذي يربط بين جزيرة المحرق والمنامة وافتتاح مبنى المسافرين بمطار البحرين الدولي. وافتتاح مجمع العالي ومجمع السيف.

## وفاته
أسلم الشيخ عيسى بن سلمان آل خليفة الروح الى باريها يوم السبت في 18 ذي القعدة 1419 هجرية الموافق 6 مارس 1999 ميلادية وذلك اثر نوبة قلبية مفاجئة ظهر ذلك اليوم وهو يؤدي واجباته اليومية بدار الحكومة وقد ووري جثمانه الثرى في نفس اليوم بمشاركة أفراد العائلة البحرينية الحاكمة وكبار المسؤولين وأبناء الشعب البحريني الذين أصابهم الذهول والحزن الشديد لفقد أميرهم الذي عرفوه حاكماً للبحرين لمدة 38 عاماً. وأعلن الديوان الأميري الحداد لمدة 3 أشهر وتنكيس الأعلام وتعطيل وزارات ومؤسسات الدولة لمدة 5 أيام. 
وعقد مجلس الوزراء في نفس اليوم جلسة استثنائية نعى فيها الشيخ عيسى بن سلمان آل خليفة ونادى المجلس بولي العهد الشيخ حمد بن عيسى آل خليفة أميراً للبلاد.
ودُفن الشيخ عيسى بن سلمان آل خليفة في مقبرة الحنينية في الرفاع وزار البحرين العديد من حكام الدول والوفود الرسمية لتقديم التعازي إلى الملك حمد بن عيسى بن سلمان آل خليفة بوفاة والده الشيخ عيسى بن سلمان آل خليفة.
وقد كان لنبأ وفاة الشيخ عيسى وقعاً كبيراً في نفس الشيخ زايد بن سلطان آل نهيان رئيس دولة الامارات وحكومة وشعب الامارات وأكد الشيخ زايد بن سلطان آل نهيان أن فقد الشيخ عيسى بن سلمان آل خليفة فاجعة أليمة وخسارة عظيمة لسموه شخصيا ولقيادة وشعب دولة الامارات والأمتين العربية والاسلامية. كما أكد سموه دعم الامارات الكامل للأمير الجديد. ونيابة عن رئيس الدولة والشيخ مكتوم بن راشد آل مكتوم نائب رئيس الدولة رئيس مجلس الوزراء حاكم دبي وعن شعب دولة الامارات العربية المتحدة, قام الشيخ خليفة بن زايد آل نهيان ولي عهد أبو ظبي نائب القائد الأعلى للقوات المسلحة والشيخ محمد بن راشد آل مكتوم ولي عهد دبي وزير الدفاع بزيارة للبحرين قدما خلالها التعازي للشيخ حمد بن عيسى آل خليفة أمير البحرين والى حكومة وشعب البحرين. وقد أعلنت دولة الامارات العربية المتحدة الحداد الرسمي لمدة أربعين يوماً على وفاة الشيخ عيسى بن سلمان آل خليفة وعطلت العمل في الوزارات والمؤسسات الحكومية لمدة ثلاثة أيام.

## أسرته
تزوج في 8 مايو 1949 من الشيخة حصة بنت سلمان بن إبراهيم بن خالد بن علي آل خليفة (ولدت في عام 1933 وتوفيت في قصر الصخير في 5 أغسطس 2009 ودفنت في مقبرة الرفاع). أنجب خمسة أبناء وأربع بنات:
1. الملك حمد: (مواليد 28 يناير 1950) ملك مملكة البحرين منذ 6 مارس 1999.
  1. الأمير سلمان: ولي العهد رئيس مجلس الوزراء
  2. الشيخ عبدالله: الممثل الشخصي للملك رئيس المجلس الأعلى للبيئة
  3. الشيخ خليفة:
  4. الشيخ ناصر: ممثل الملك للأعمال الأنسانية وشؤون الشباب ورئيس المجلس الأعلى للشباب والرياضة وقائد الحرس الملكي ومستشار الأمن الوطني
  5. الشيخ خالد: النائب الأول لرئيس المجلس الأعلى للشباب والرياضة رئيس الهيئة العامة للرياضة رئيس اللجنة الأولمبية البحرينية
  6. الشيخ فيصل: توفي في 12 يناير 2006
  7. الشيخ سلطان:
2. الشيخ راشد: (مواليد 1951) رئيس نادي الفروسية وسباق الخيل. توفي في ألمانيا في 17 ديسمبر 2010 ودُفن في مقبرة الرفاع. أنجب سبعة أبناء وبنت:
  1. الشيخ تركي: نائب رئيس المجلس الوطني للفنون
  2. الشيخ محمد: تزوج في قصر الرفاع في 26 أغسطس 2003.
  3. الشيخ فيصل: نائب رئيس المجلس الأعلى للبيئة.
  4. الشيخ عبدالله.
  5. الشيخ نواف.
  6. الشيخ إبراهيم.
  7. الشيخ عيسى.
3. الشيخ محمد: (مواليد 18 ديسمبر 1960) رتبته فريق أول ، رئيس الحرس الوطني منذ 7 يناير 1997. تزوج من خلود آل خليفة. أنجب ابنان وابنة:
  1. الشيخ عيسى: حصل على شهادة البكالوريوس في الاقتصاد من جامعة واشنطن في عام 2008.
  2. الشيخ سلمان: درس في أكاديمية ساندهيرست العسكرية الملكية. ملازم ثاني في قوة دفاع البحرين من عام 2008 ، نائب رئيس الهيئة العامة للرياضة.
4. الشيخ عبدالله: الرئيس الفخري لنادي راشد للفروسية وسباق الخيل منذ 25 يناير 2021. مربّي ومالك خيول. . تزوج هيا بنت محمد آل خليفة ابنة عمه الأمير محمد بن سلمان آل خليفة. أنجب ابنة:
  1. الشيخة جواهر: تزوجت في المنامة في 2 مايو 2013 من الشيخ عيسى بن سلمان آل خليفة الابن البكر لولي العهد الأمير سلمان بن حمد آل خليفة وهالة بنت دعيج آل خليفة. أنجبت ابن.
5. الشيخ علي: وزير شئون الديوان الملكي منذ 20 فبراير 2002. تزوج من عنود بنت محمد آل خليفة ابنة عمه الأمير محمد بن سلمان آل خليفة.
6. الشيخة مريم: رئيسة اللجنة المنظمة لمعرض البحرين الدولي للحدائق. تزوجت من علي بن عبد الله آل خليفة ابن عبد الله بن حمد آل خليفة. أنجبت ابنان وثلاث بنات.
7. الشيخة شيخة: تزوجت دعيج بن حمد آل خليفة ابن حمد بن عبد الله آل خليفة. أنجبت ابنان وثلاث بنات.
8. الشيخة منيرة: تزوجت سلمان بن محمد آل خليفة (ولد في عام 1962 وتوفي في حادث غوص في عمان في 13 أكتوبر 2007) ابن الأمير محمد بن سلمان آل خليفة. أنجبت خمسة أبناء وابنة.
9. الشيخة نورة: تزوجت الشيخ خليفة بن حمد آل خليفة. توفيت في 11 ديسمبر 2018.[4]